# Rafael Spregelburd

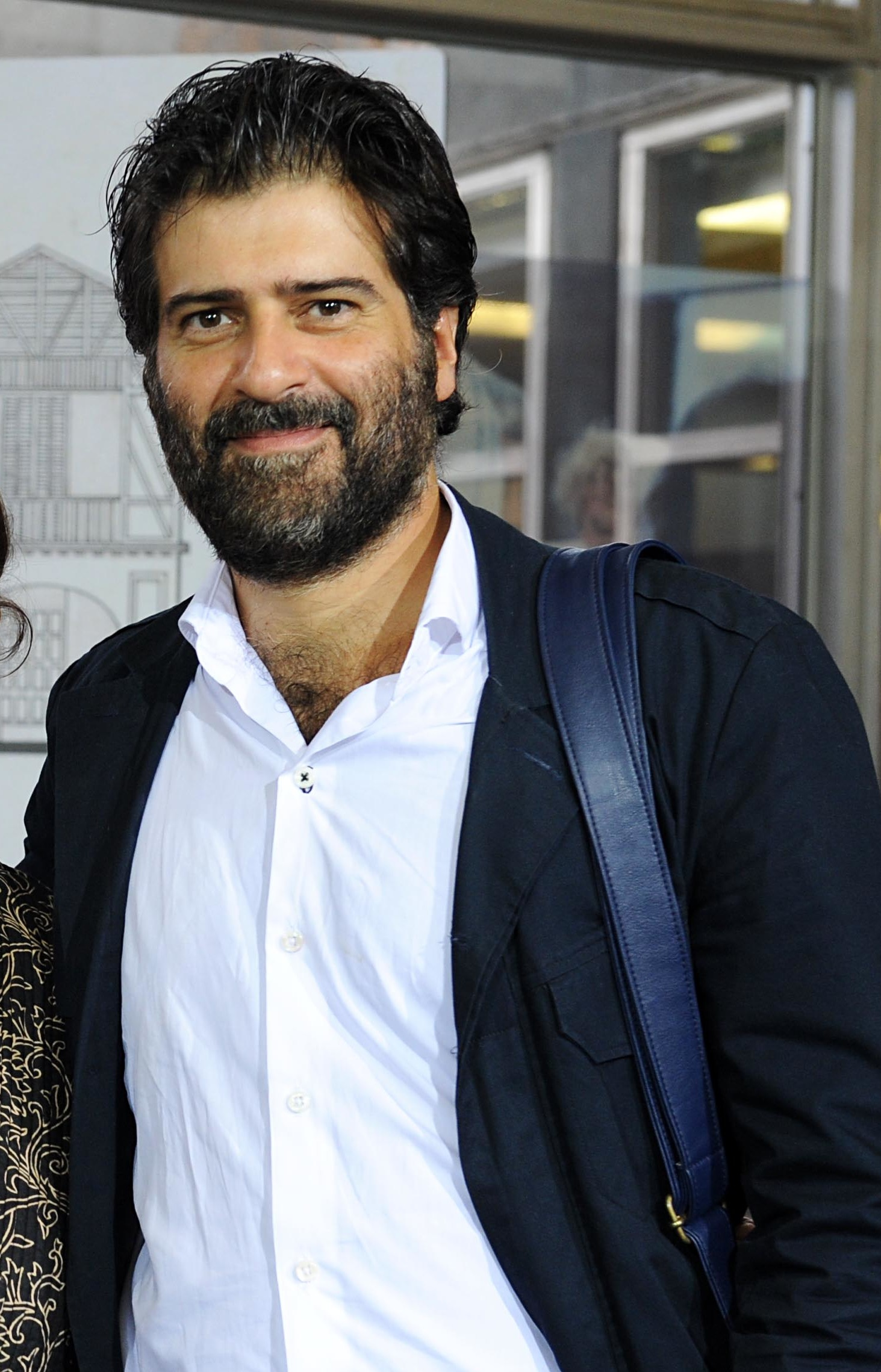
Rafael Spregelburd (2015)

Rafael Spregelburd (* 3. April 1970 in Buenos Aires) ist ein argentinischer Dramatiker, Regisseur und Übersetzer und ein wichtiger Vertreter des zeitgenössischen argentinischen Theaters. Er lebt und arbeitet hauptsächlich in seiner Heimatstadt Buenos Aires. Seine Übersetzungen von Harold Pinter, Steven Berkoff, Sarah Kane, Marius von Mayenburg, Wallace Shawn und anderen wurden mit Preisen bedacht und haben mehrere Veröffentlichungen und Inszenierungen erlebt.

## Werdegang
Spregelburd studierte Schauspiel und Dramaturgie an der Fakultät für Philosophie und Literatur der Universität von Buenos Aires, u. a. bei dem Dramaturgen Mauricio Kartun, dem Regisseur Ricardo Bartis und dem spanischen Dramatiker José Sanchis Sinisterra. 1996 brach er sein Studium ab, um sich voll und ganz dem Theater widmen zu können. Er begann seine Theaterkarriere als Schauspieler, begann sich aber bald für Dramaturgie zu interessieren. Seit 1995 widmet er sich auch der Regiearbeit und inszeniert vor allem eigene Stücke. Daneben produziert er gelegentlich persönliche Adaptionen von Texten anderer Autoren.
1994 gründete er seine eigene Theaterkompanie „El Patrón Vázquez“ und trat damit auf zahlreichen internationalen Festivals auf, u. a. Festival Iberoamericano de Bogotá, FIT Festival Internacional de Cádiz, Festival de Otoño de Madrid, Festival Grec de Barcelona, Festival de Temporada Alta de Girona, Fronteras Festival in London, Wiener Festwochen, FILO Festival Internacional de Londrina, Gateway to the Americas Festival in Mexiko, MIT Mostra Internacional de Teatro von Brasilia, Festival Santiago A Mil von Santiago de Chile, Festival Internacional de Caracas, Festival Internacional de Badajoz usw.

## Preise
Spregelburd erhielt über 30 argentinische und internationale Preise, u. a. den spanischen Dramaturgiepreis „Tirso de Molina“ (2003), den Dramaturgiepreis der Stadt Buenos Aires, die argentinischen Preise „Argentores“ (1996), „María Guerrero“, „Florencio Sánchez“ und „Trinidad Guevara“ und den Preis der argentinischen Tageszeitung Clarín.
1995 erhielt er das Stipendium „El Teatro Fronterizo“ der Sala Beckett, Barcelona, 1998 wurde er vom British Council und dem Royal Court Theatre London zur Teilnahme an der „Summer International Residency“ eingeladen, einem jährlich organisierten Programm des Royal Court Theatres, für das er daraufhin als Hausautor beauftragt wurde. 2000 war er Teilnehmer der Schreibwerkstatt des Deutschen Schauspielhauses in Hamburg, seit 2004 Gastautor der Schaubühne am Lehniner Platz Berlin sowie am Theaterhaus Stuttgart. Ab 2005 wurde Spregelburd fellow von der Akademie Schloss Solitude in Stuttgart.

## Werke

### „Heptalogie des Hieronymus Bosch“
Das Hauptwerk von Rafael Spregelburd ist die „Heptalogía de Hieronymus Bosch“ („Heptalogie des Hieronymus Bosch“), ein abgeschlossener Zyklus von sieben Stücken. In jedem der Stücke sucht Spregelburd eine zeitgenössische Entsprechung für die klassischen sieben Todsünden, die auf dem gleichnamigen Rundtischgemälde von Hieronymus Bosch dargestellt sind:
1. La inapetencia (Die Appetitlosigkeit), Heptalogie des Hieronymus Bosch I
2. La extravagancia (Die Überspanntheit), Heptalogie des Hieronymus Bosch II
3. La modestia (Die Bescheidenheit), Heptalogie des Hieronymus Bosch III
4. La estupidez (Die Dummheit), Heptalogie des Hieronymus Bosch IV
5. El pánico (Die Panik), Heptalogie des Hieronymus Bosch V
6. La paranoia (Die Paranoia), Heptalogie des Hieronymus Bosch VI
7. La terquedad (Die Sturheit), Heptalogie des Hieronymus Bosch VII

Das Deutsche Schauspielhaus in Hamburg stellte 2001 zwei von diesen Stücken vor: Die Appetitlosigkeit und Die Überspanntheit, von Gabriella Bußacker erstaufgeführt. Auch 2001 stellte das gleiche Theater eine szenische Lesung von Die Bescheidenheit, vom Autor aufgeführt.
Die Schaubühne stellte 2004 Die Dummheit im Rahmen des Festivals Internationale Neue Dramatik (F.I.N.D. 4) in einer vom Autor selbst eingerichteten szenischen Lesung vor. Das Stück wurde dann im Mai 2005 von Tom Kühnel inszeniert und in einer deutschsprachigen Fassung erstaufgeführt. Danach hat Rafael Sanchez Die Dummheit auch am Theater Basel inszeniert.
Am 19. März 2005 richtete Spregelburd eine szenische Erstlesung von Die Panik ein, ebenfalls an der Schaubühne, im Rahmen des F.I.N.D. 5. Die Panik wurde auch in der Tschechischen Republik im November 2005 auf Tschechisch aufgeführt („Panika“), sowie von Ján Simko am Cinoherní Studio in Ústí nad Labem. Die deutschsprachige Erstaufführung von Die Panik fand am 13. Januar 2007 unter der Regie von Patrick Wengenroth in den Münchner Kammerspielen statt, im Mai 2008 wurde es von Andreas Herrmann am Luzerner Theater inszeniert.
Die Bescheidenheit erlebte ihre deutschsprachige Erstaufführung am 24. November 2005 am Schlosstheater Moers.
Die Sturheit wurde am 2. Mai 2008 am Schauspiel Frankfurt in Kooperation mit dem Nationaltheater Mannheim unter der Regie von Burkhard C. Kosminski uraufgeführt.

### „Bizarra, una saga argentina“
Im Jahr 2003 wurde Spregelburds Theater-Telenovela „Bizarra, una saga argentina“ im Centro Cultural Ricardo Rojas in Buenos Aires uraufgeführt. Sie bestand aus zehn Teilen, von denen jede Woche ein neuer Teil gezeigt wurde. Für die insgesamt 15-stündige Saga mussten über 50 Schauspieler besetzt werden. Pro Folge fanden etwa 200 Personen im Zuschauerraum Platz.
Zusätzlich zur Aufführung dieser „Telenovela im Theater“ gab es ähnlich den in Deutschland bekannten Panini-Sammelbildern ein Album mit zugehörigen Klebebildern zu kaufen, die die im Stück auftretenden Figuren enthielten und unter den Zuschauern getauscht wurden.

### Weitere Werke
Das Stück Un momento argentino (Ein argentinischer Augenblick) entstand während der Unruhen in Argentinien ab Ende Dezember 2001, als die politische und wirtschaftliche Krise in Argentinien ihren Höhepunkt erreichte. Eine Runde von Offizieren nebst Gattinnen, die einst der argentinischen Junta gedient hatten, treffen sich, um sich Dias aus dem Urlaub anzusehen, während draußen demonstriert wird. Die Verbindung zwischen drinnen und draußen stellt die Tochter eines der Militärs, das „Bomben-Mädchen“, her. Am Ende erfährt sie, dass sie gar nicht dessen richtige Tochter ist, sondern dass er sie adoptiert hat, nachdem ihr Vater zu Tode gefoltert wurde. Das Stück, das als Farce endet, wurde u. a. 2002 im Theaterhaus Stuttgart aufgeführt.